# Luís Alonso Pérez
Luís Alonso Pérez, besser bekannt als Lula (* 1. März 1922 in Santos; † 15. Juni 1972 in São Paulo) war ein brasilianischer Fußballtrainer. Er gilt als erfolgreichster Trainer des FC Santos. Mit diesem gewann er diverse nationale und internationale Titel, insgesamt 38. Dabei ist die Marke von fünf brasilianischen Meisterschaften infolge bislang unerreicht.

## Karriere
Lula arbeitete als Milchhändler während er in seiner Freizeit in den Nachwuchsbereichen der Klubs SE Palmeiras, SC Americano (SP) und AA Portuguesa (SP) als Trainer aktiv war. Am 23. Januar 1949 wurde er als stellvertretender Direktor des Amateurfußballs beim FC Santos angestellt. Gut ein Jahr später, am 13. Mai 1952, erhielt Lula seinen ersten Vertrag zur Leitung des Amateurfußballs von Santos. 1952 übernahm er beim FC Santos den Nachwuchsbereich. Außerdem assistierte er dem Cheftrainer des Klubs. In seinem ersten Jahr vertrat der damals 30-jährige Lula den amtierenden Trainer Aymoré Moreira für zwei Spiele, als dieser die Auswahl von São Paulo bei den Campeonato Brasileiro de Seleções Estaduais betreute. Im ersten Treffen am 3. Juni 1952 ging es gegen den von Vicente Feola betreuten FC São Paulo. Dem von Lula betreutem Team gelang die Überraschung die favorisierte Mannschaft aus São Paulo mit 1:0 zu schlagen. Danach kehrte er wieder zu seiner Stammtätigkeit zurück. Bis 1954 arbeitete Lula unter verschiedenen Cheftrainern, dieses waren Antoninho, Artigas und 1954 unter Giuseppe Ottina. Der Italiener verließ Santos am 2. Juni 1954 nach drei Niederlagen und nur einem Sieg im Torneio Rio-São Paulo. Beim nächsten Treffen in dem Wettbewerb führte Lula die Mannschaft. Am 5. Juni 1954 ging es auswärts gegen den Botafogo FR. Am Ende konnte Santos das Spielfeld im Maracanã mit einem 3:2-Sieg verlassen. Von den letzten vier Spielen in dem Turnier wurden drei gewonnen, eines verloren.
Das letzte Mal, dass er als Trainer von Santos arbeitete, bevor er von seinem Assistent Antoninho Fernandes ersetzt wurde, war am 19. Dezember 1966. Nach dem letzten Spieltag in der Staatsmeisterschaft ging der langjährige Trainer von Santos mit einem letzten Sieg (3:0 über Prudentina). Während seiner Zeit führte er die Mannschaft in 957 Spielen an (628 Siege, 146 Unentschieden und 183 Niederlagen). Dabei erzielten seine Spieler 2.900 Tore und musste 1.466 hinnehmen. Kein anderer Trainer leitete die Mannschaft des Klubs am häufigsten. Lula wird auch die Entdeckung und/oder Förderung vieler Spielertalente zugeschrieben. Der berühmteste von ihnen war Pelé, aber auch weitere Nationalspieler und Weltmeister wie Coutinho, Pepe, Clodoaldo, Edu, Joel Camargo, Pagão oder Del Vecchio.
Von Lula ist das Zitat über den FC Santos bekannt, dass er nur die Trikots in der Umkleidekabine hoch werfen müsse und wer eines aufhebe, könne spielen. Kritiker verstanden dieses als Arroganz und das er sich alleine die Erfolge des Klubs zuschreibe. Lula wollte aber damit die Qualität des Kaders hervorheben.
Nachdem Lula Santos verließ, trainierte er noch die AA Portuguesa (SP), SC Corinthians, und den EC Santo André, konnte aber mit keinem Klub mehr Erfolge feiern. Allerdings gelang ihm mit Corinthians eine kleine Besonderheit. Am 6. März 1968 traf der Klub Zuhause unter seiner Führung in der Staatsmeisterschaft auf Santos. Das Spiel endete 2:0 für Corinthians, dieses war der erste Sieg des Klubs über Santos seit elf Jahren.

## Trivia
Lula starb am 15. Juni 1972 im Alter von 50 Jahren an einer Infektion nach einer Nierentransplantation. Er hinterließ seine Ehefrau Yvete Simões Alonso und drei Kinder, Luís Alonso, Marcos Tadeu Alonso und Leonor Maria Alonso.
Zwischen Pablo Picasso und Lula, welcher selbst Gemälde sammelte, soll ein freundschaftliches Verhältnis bestanden haben.
Nach seinem Ende bei Santos erhielt Lula in den später 60er Jahren ein Angebot Real Madrid zu trainieren. Er schlug dieses aber aus, in der Hoffnung, eines Tages wieder Santos trainieren zu dürfen.

## Erfolge
Santos
- Staatsmeisterschaft von São Paulo 8 ×: 1955, 1956, 1958, 1960, 1961, 1962, 1964, 1965
- Torneio Rio-São Paulo 4 ×: 1959, 1963, 1964, 1965
- Campeonato Brasileiro de Futebol – Vizemeister 2 ×: 1959, 1966
- Campeonato Brasileiro de Futebol – Meister 5×: 1961, 1962, 1963, 1964, 1965
- Copa Libertadores 2 ×: 1962, 1963
- Weltpokal 2 ×: 1962, 1963